# II. Konstantin görög király
II. Konstantin (görögül: Κωνσταντίνος Βʹ; 1940. június 2., Pszihikó, Athén mellett – Athén, 2023. január 10.) Görögország
Glücksburg-házból származó királya 1964 és 1973 között.

## Élete

### Származása
Édesapja Pál görög királyi herceg (1901–1964) volt, I. Konstantin király (1868–1923) és Zsófia porosz királyi és német császári hercegnő (1870–1932) harmadik fia. Édesanyja Friderika Lujza hannoveri hercegnő (1917–1981) volt, Ernő Ágost braunschweigi herceg (1887–1953) és Viktória Lujza porosz királyi és német császári hercegnő (1892–1980) leánya, II. Vilmos német császár unokája.
Konstantinnak két leánytestvére van:
- Zsófia királyi hercegnő (*1938), aki 1962-ben feleségül ment I. János Károly spanyol királyhoz,
- Irén királyi hercegnő (*1942), nem ment férjhez.

A második világháború alatt Konstantin herceg dél-afrikai emigrációban élt szüleivel, és 1946-ban tért vissza Görögországba.
Apját Pál néven 1947-ben kiáltották Görögország királyává, ekkor Konstantin lett a trónörökös.

### Uralkodása és elűzése
Apja halála után, 1964. március 6-án lépett trónra. Tartván attól, hogy a hadseregbe baloldali eszmék szivárognak be, 1965 júliusában menesztette miniszterelnökét, Jórgosz Papandréut, és 1967. április 21-ig ügyvezető kormányfőket nevezett ki. Ekkor azonban egy katonai puccs megelőzte a májusra tervezett parlamenti választást. Konstantin Görögország északi részén, 1967. december 13-án ellenpuccsal próbálkozott, de kevesen támogatták, ezért családostul kénytelen volt Rómába menekülni.
A királyság irányítását a katonai rezsim vette át, és Konstantin helyére régenst neveztek ki. A királynak megengedték, hogy visszatérhessen, ha akar.

### A Görög Köztársaságban
1973. június 1-jén a katonaság a monarchiát eltörölve kikiáltotta a köztársaságot; intézkedésüket a július 29-én megtartott népszavazás is megerősítette. A katonai diktatúra bukása után, 1974. december 8-án újabb népszavazást tartottak a monarchiáról, a többség ekkor is a királyság ellen szavazott. Konstantin, aki tiltakozott az 1973-as népszavazás ellen, most elfogadta az eredményt.

### Házassága, családja
Konstantin 1964. szeptember 18-án vette feleségül Anna-Mária dán királyi hercegnőt, IX. Frigyes dán király leányát, II. Margit későbbi dán királynő húgát.
Konstantinnak és Mária-Annának öt gyermeke született:
- Alexia görög és dán hercegnő (1965)
- Pál görög koronaherceg (1967)
- Miklós görög és dán herceg (1969)
- Teodóra görög és dán hercegnő (1983)
- Fülöp görög és dán herceg (1986)

## Sport
II. Konstantin 1960-ban részt vett a római olimpián, ahol vitorlázásban csapatával aranyérmet szerzett a sárkányhajó (dragon class) kategóriában.

## Galéria

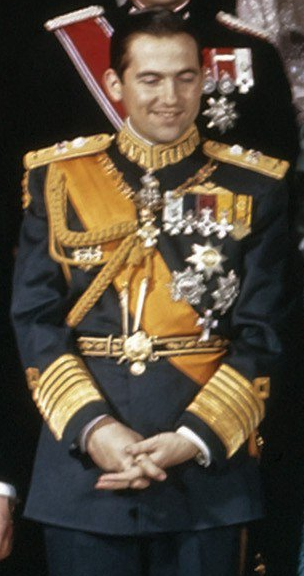
II. Konstantin görög király marsalli díszegyenruhában, mint a Görög Királyi Légierő (Ἑλληνικὴ Βασιλικὴ Ἀεροπορία) főparancsnoka.
II. Konstantin görög király koronás uralkodói névjele.
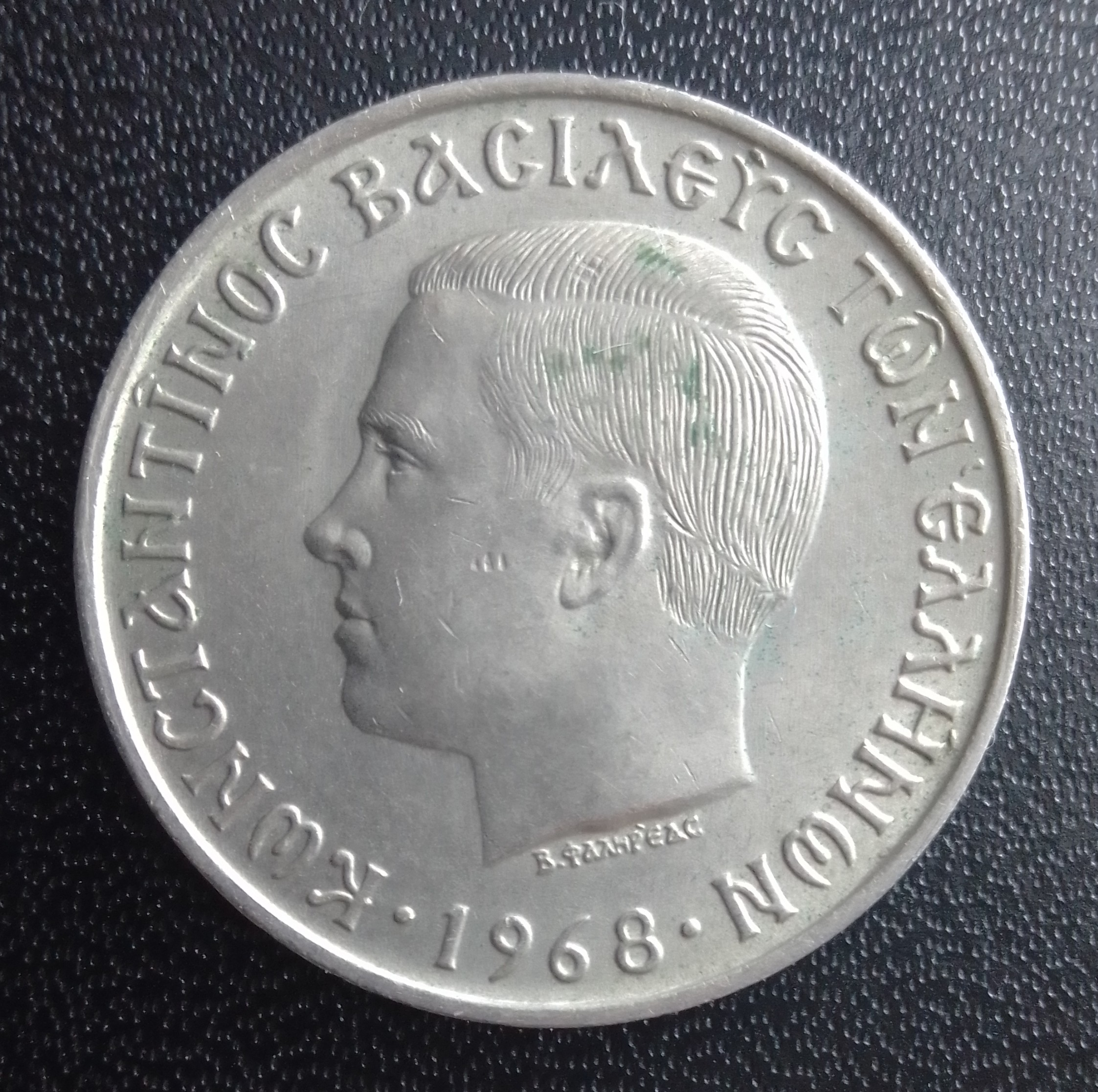
II. Konstantin görög király pénzérméken szereplő portréja.
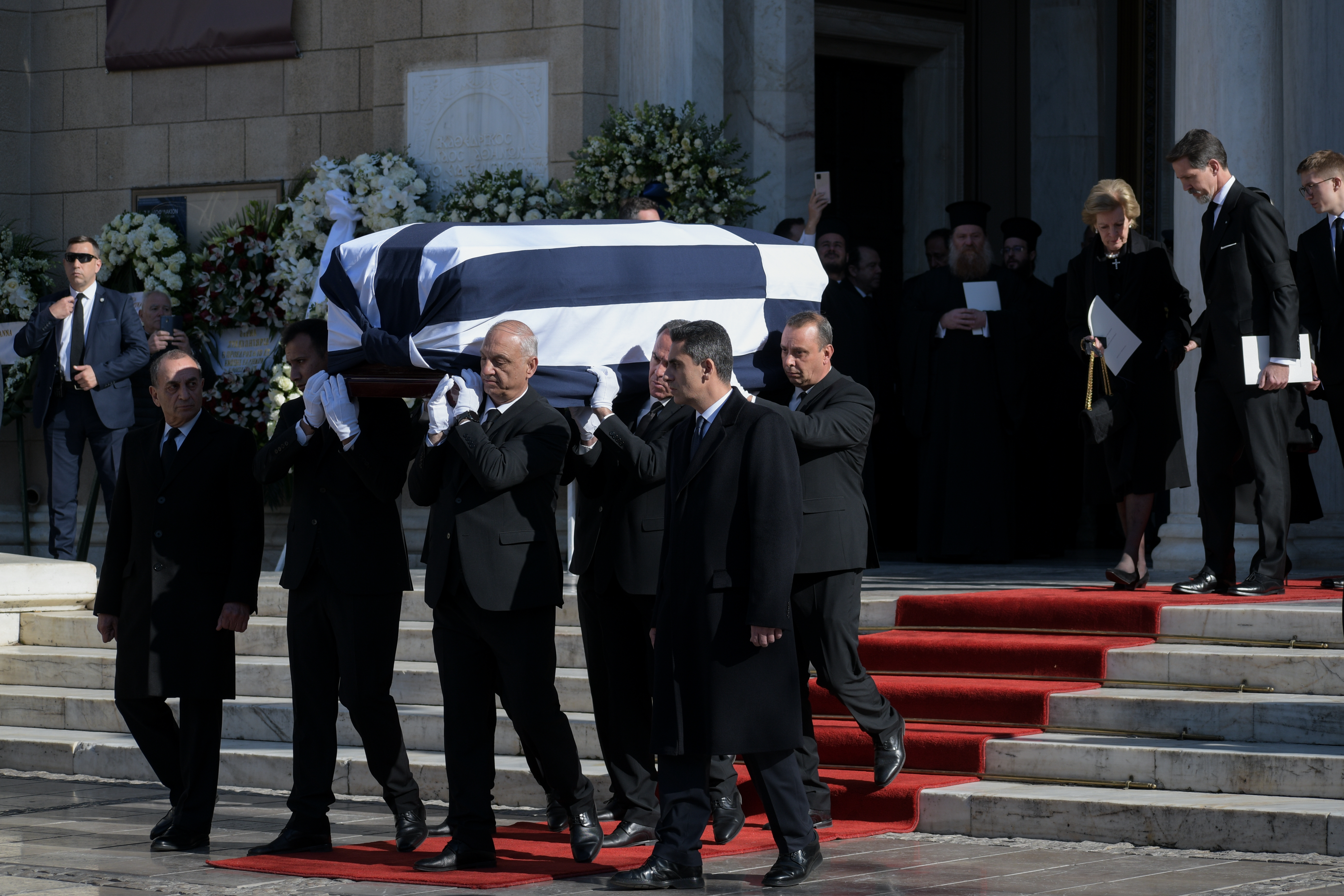
Konstantin görög exkirály temetése 2023-ban.